# Serena Essed
Serena Muntslag-Essed (29 november 1990) is een Surinaams jurist. Tijdens de verkiezingen van 2020 was ze verkiesbaar voor de partij Alternatief 2020 (A20). Door haar zaak in 2022 verklaarde het Constitutioneel Hof de Kiesregeling onverbindend.

## Biografie
Haar vader, Henk Essed, werkt in de luchtvaartsector en haar oom, Hugo Essed, is een advocaat die in het Decembermoordenproces de nabestaanden vertegenwoordigt.
Serena Essed begon met een studie voor piloot en, om er ook een ander diploma naast te hebben, volgde ze er op advies van haar vader een studie rechten aan de AdeKUS naast. De dubbele studie was een zware tijd voor haar; ernaast maakte ze nog hot sauce die ze verkocht aan winkels om de studiekosten voor haar ouders te drukken. Ze slaagde uiteindelijk voor beide studies en startte uit passie haar carrière in de advocatuur. Op 15 december 2017 werd ze beëdigt tot advocaat; sinds 2020 doet ze ook strafzaken.
Sinds circa 2018 is ze panellid van het radioprogramma Welingelichte Kringen op ABC Suriname en daarnaast wordt ze ook voor andere programma's en bijeenkomsten gevraagd, zoals To the Point van Apintie.
In oktober 2019 werd ze bestuurslid (commissaris) van de nieuwe politieke partij A20 onder voorzitterschap van kerkleider Steven Reyme. Ze was in 2020  op nummer 2 verkiesbaar in Paramaribo, maar verwierf geen zetel.
In januari 2021 verkoos Apintie haar tot Vrouw van het Jaar 2020. Volgens omroeper Harold Gessel is ze "een inspiratiebron voor jongeren en een wandelende encyclopedie." Twee maanden later kreeg ze van het tuchtcollege een berisping, dat oordeelde dat ze de zorgplicht had geschonden omdat ze niet had gehandeld nadat ze zich had verschreven op een kwitantie.
In februari 2022 diende ze een verzoekschrift in bij het Constitutioneel Hof om de Kiesregeling onverbindend te verklaren,  omdat het districtenkiesstelsel onrechtvaardig zou zijn en herzien zou moeten worden. ABOP-leider Ronnie Brunswijk, die veel stemmen achter zich heeft in de binnenlandse districten, zorgde hierna voor een rel, door haar en het Hof te waarschuwen met 'verwarring' (bruya) in het land. Nadat politiek Suriname, inclusief de coalitie, zich van zijn uitspraken afkeerde, trok hij zijn bedreiging in. Op 5 augustus kwam het Hof met de uitspraak. Het oordeelde dat de Kiesregeling op belangrijke punten aangepast moest worden, omdat De Nationale Assemblée niet de soevereine wil van het volk vertegenwoordigt en de zetelverdeling is gebaseerd op discriminatie. Naar aanleiding hiervan stemde De Nationale Assemblée op 13 oktober 2023 voor een wijziging van het kiesstelsel.
De stichting Herstel Democratie, die al sinds de militaire periode bestaat, onderscheidde haar na afloop van het jaar met de Power Person Award 2023.